# Vasile Georgescu Bârlad
Vasile Georgescu-Bârlad (1884 - 1962) a fost un avocat, filantrop și om politic român, victimă a regimului comunist.

## Date biografice
S-a născut la 1 noiembrie 1884 în comuna Băcani, județul Tutova, din părinți agricultori. Tatăl sau avea propria gospodărie în localitatea Valea Căldării, comuna Crâng.
Urmează cursurile Liceului Gheorghe Roșca Codreanu din Bârlad iar apoi cursurile Facultății de Drept din București, absolvind în 1907. Ca student, a făcut parte din conducerea Uniunii Studenților Români. 
Se înscrie în Ordinul Avocaților din județul Tutova activând ca avocat până în anul 1947. A ocupat și funcția de decan al Baroului Tutova. A inițiat înființarea unui sindicat profesional al avocaților, a publicat în revista Curierul Judiciar diverse articole și comunicări, a apărat în mod gratuit drepturile obștilor țărănești în problema împroprietăririi. Între  anii 1921-1927 se implică în problema împroprietăririi, apărând pro-bono drepturile obștilor țărănești.

### Activitatea militară
Avînd gradul de ofițer, participă la războiul din Balcani din 1913, în cadrul Regimentului 2 Roșiori și la Primul război mondial (1916-1918). I s-au oferit diverse distincții militare:
- Medalia jubiliară „Carol I” (la 28 decembrie 1905);
- Ordinul „Coroana României” în grad de cavaler (la 25 iunie 1913);
- Medalia „Avântul Țării” pentru „participarea la campania din anul 1913” (la 7 noiembrie 1913);
- Ordinul „Coroana României” cu spade în grad de cavaler pentru „priceperea cu care a executat recunoașteri și cu care a condus plutonul în luptele din 1916” (la 29 aprilie 1917);
- Ordinul „Steaua României” cu spade în grad de cavaler cu panglică de „Virtutea Militară” pentru „priceperea cu care a executat recunoașteri și cu care a condus plutonul în luptele din 1916” (la 29 aprilie 1917);
- „Crucea comemorativă a războiului 1916-1918” (la 7 iulie 1918);
- Ordinul „Coroana Italiei” în grad de cavaler (la 9 august 1921).

## Activitatea politică și alte distincții
Inițial membru al Partidului Conservator Democrat, Vasile Georgescu Bârlad se înscrie în PNȚ, fiind președinte al formațiunii în județul Tutova, de la înființare până la scoaterea în ilegalitate a partidului de către regimul comunist. În timpul guvernului Gheorghe Mironescu a ocupat funcția de prefect de Tutova, fiind în mai multe rânduri deputat și apoi senator de drept. A fost epitrop al Spitalului „Bârlad și Elena Beldiman”, unul dintre fondatorii liceului de fete „Iorgu Radu” și al Gimnaziului Industrial de Băieți din Bârlad.
A ocupat funcția de președinte al Comisiei interimare a orașului Bârlad; în acestă calitate a propus și sprijinit înființarea  „Cartierului Deal”, prin strămutarea sinistraților de la inundațiile din primăvara anului 1932. A inițiat colecta de bani pentru ajutorarea celor afectați de inundații; pentru prevenirea acestui gen de fenomene a intervenit pentru realizarea lucrarilor de regularizare a albiei râului Bârlad, pe o lungime de 2 km, în zona în care acestea se produseseră.

### Distincții civile
- Medalia „Răsplata muncii pentru Biserică”, clasa I, ca urmare a ajutorului dat la restaurarea bisericii “Sfântul Spiridon” din Bârlad (la 8 octombrie 1925);
- Ordinul „Steaua României în calitate de comandor”, pentru merite în calitate de deputat de Tutova (la 12 iulie 1929);
- Medalia „Bărbăție și Credință”, clasa I, pentru activitatea depusă în calitate de președinte al Comisiei interimare a orașului Bârlad, pentru „curaj, devotament și abnegație cu prilejul inundațiilor produse în primăvara anului 1932” (la 12 decembrie 1932);
- Titlul de „Cetățean de Onoare al Orașului Bârlad” pentru „sprijinul material și moral înlesnit spre refacerea de după inundații” (la 17 noiembrie 1933);
- Medalia „Peleș”, pentru merite în calitate de deputat de Tutova (la 25 septembrie 1933);
- Semnul onorific „Vulturul României” în gradul de Cavaler, pentru merite în calitate de deputat de Tutova (la 11 noiembrie 1933).

## Perioada comunistă. Sfârșitul.
În anul 1947 comuniștii încep prigoana împotriva membrilor partidelor istorice; în acest context, Georgescu Bârlad este arestat alături de alți șefi de organizații țărăniste. Este eliberat și pus sub supraveghere, fiind din nou arestat în august 1949, împreună cu doi dintre copiii săi, Irina și Costin. 
În urma unui proces de tip comunist, în luna octombrie a anului 1951 este condamnat la doi ani și două luni închisoare pentru:  „acte preparatorii la crimă de uzurpare de ordine constituțională”. 
La finele lui 1953, ieșit din pușcărie, cu toate bunurile confiscate și cu dreptul la pensie anulat de justiția comunistă, se mută la fiica sa, în București. Este lăsat în libertate până în noiembrie 1956, când, în urma revoluției anticomuniste din Ungaria, comuniștii români încep un nou val de persecuții și arestări. De acestă dată, i se aduc acuze legate de faptul că se apucase să scrie o lucrare despre istoria Partidului Țărănesc, precum și de păstrarea legăturilor cu alți fruntași țărăniști. 
Sentința din august 1957 îl condamnă la 16 ani muncă silnică și 10 ani degradare civilă, fiind acuzat de „crimă de uneltire contra ordinii sociale”. Se îmbolnăvește, date fiind și condițiile aspre ale detenției; cu toate acestea, este anchetat în continuare și folosit ca martor în alte procese politice, la închisorile de la Jilava și Malmaison.
Moare pe 21 iulie 1962, în închisoarea din Botoșani. Cu o zi înainte, datorită epuizării fizice cade, fiind bătut apoi de gardianul care îl însoțea până la pierderea cunoștinței. Este considerat mort și transportat la morgă, unde, a doua zi, fiind văzut că încă suflă, este bătut din nou cu patul puștii până moare. Amănuntele legate de sfârșitul tragic a lui Vasile Georgescu Bârlad sunt aflate de către fiul acestuia Șerban prin intermediul deținuților, el însuși fiind încarcerat în același penitenciar la data decesului tatălui său.